# Strážovice (Mirotice)
Strážovice jsou malá vesnice, část města Mirotice v okrese Písek v Jihočeském kraji. Nachází se asi dva kilometry jihozápadně od Mirotic. V roce 2011 zde trvale žilo 49 obyvatel. Strážovice leží v katastrálním území Strážovice u Mirotic o rozloze 2,53 km².

## Historie
První písemná zmínka o vesnici pochází z roku 1381. Někdy po roce 1577 zde byla zbudována tvrz. Na jejím místě postavili koncem 17. století páni Běšínové z Běšin jednoduchý barokní zámeček a vedle něj kapli Tří králů. Po roce 1790 se na panství vystřídala celá řada majitelů, až Strážovice v polovině 19. století kníže Jiří Kristián z Lobkovic připojil k čimelickému velkostatku.

## Obyvatelstvo
| Rok            | 1869 | 1880 | 1890 | 1900 | 1910 | 1921 | 1930 | 1950 | 1961 | 1970 | 1980 | 1991 | 2001 | 2011 | 2021 |
| -------------- | ---- | ---- | ---- | ---- | ---- | ---- | ---- | ---- | ---- | ---- | ---- | ---- | ---- | ---- | ---- |
| Počet obyvatel | 326  | 280  | 257  | 249  | 248  | 237  | 170  | 153  | 116  | 99   | 88   | 69   | 67   | 49   | 63   |
| Počet domů     | 49   | 40   | 41   | 39   | 37   | 37   | 33   | 32   | 22   | 26   | 25   | 21   | 28   | 28   | 28   |

## Obecní správa
Při sčítání lidu v letech 1850–1899 Strážovice byly osadou obce Cerhonice v okrese Písek. V letech 1900–1980 byly samostatnou obcí v okrese Písek. Od 1. ledna 1981 jsou částí města Mirotice v okrese Písek. V letech 1900–1980 k obci patřila Stráž a v letech 1961–1980 také Bořice a Jarotice.

## Pamětihodnosti
ZámekZámek je jednopatrová raně barokní stavba z konce 17. století stojí na jihovýchodním okraji obce. V zámecké kapli Tří králů je rokokový oltářík z druhé poloviny 18. století. Na zámecké zdi je socha sv. Jana Nepomuckého z doby kolem roku 1750. Po válce připadl zámeček jednotnému zemědělskému družstvu, v jehož správě objekt zchátral. Dnes je v soukromých rukou.
KapleKaple stojí za vesnicí u silnice směrem do Mirotic.

## Osobnosti
Dne 25. února 1844 se ve vsi narodil hudební skladatel Jindřich Kafka († 2. dubna 1917).

## Galerie

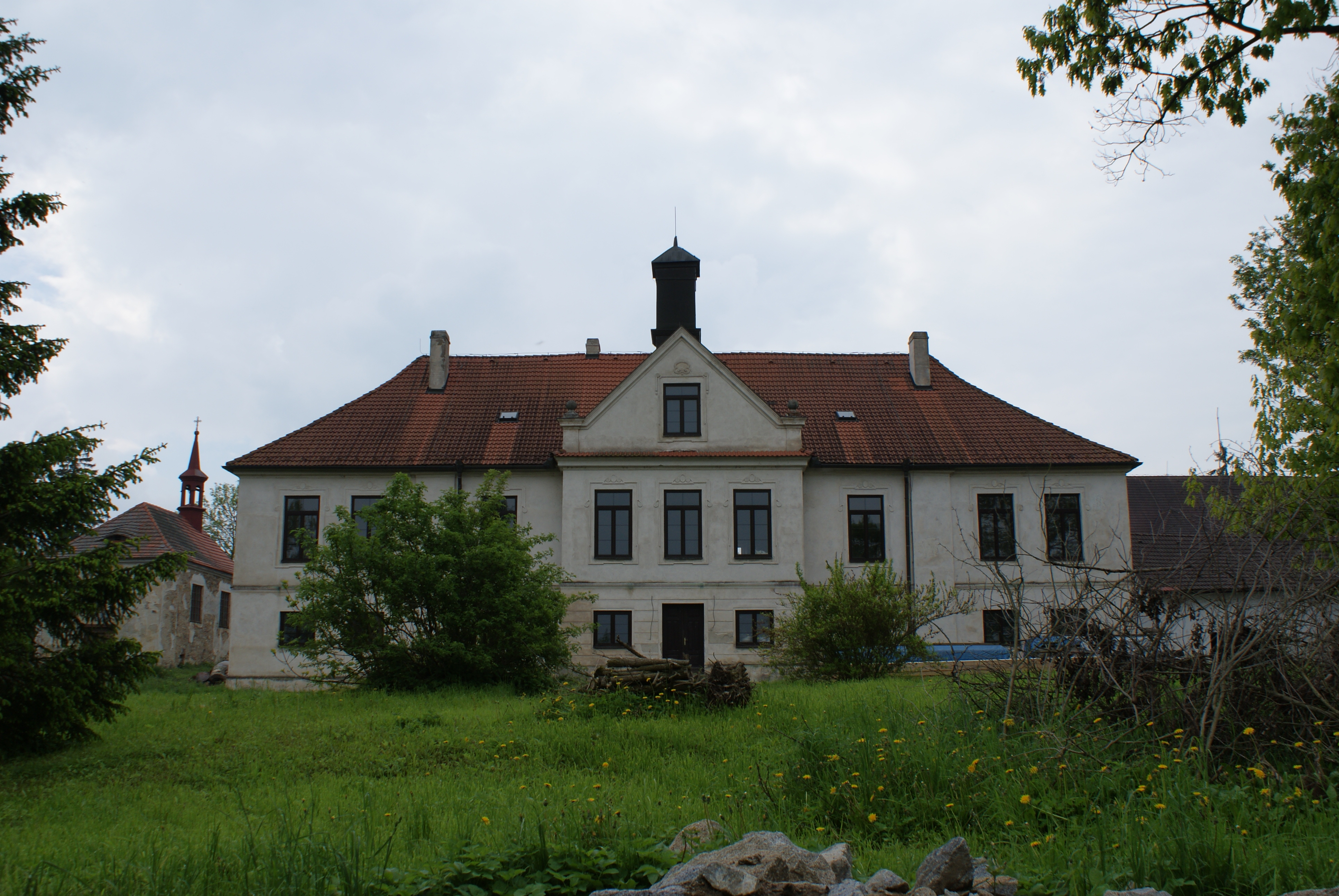
Zámeček
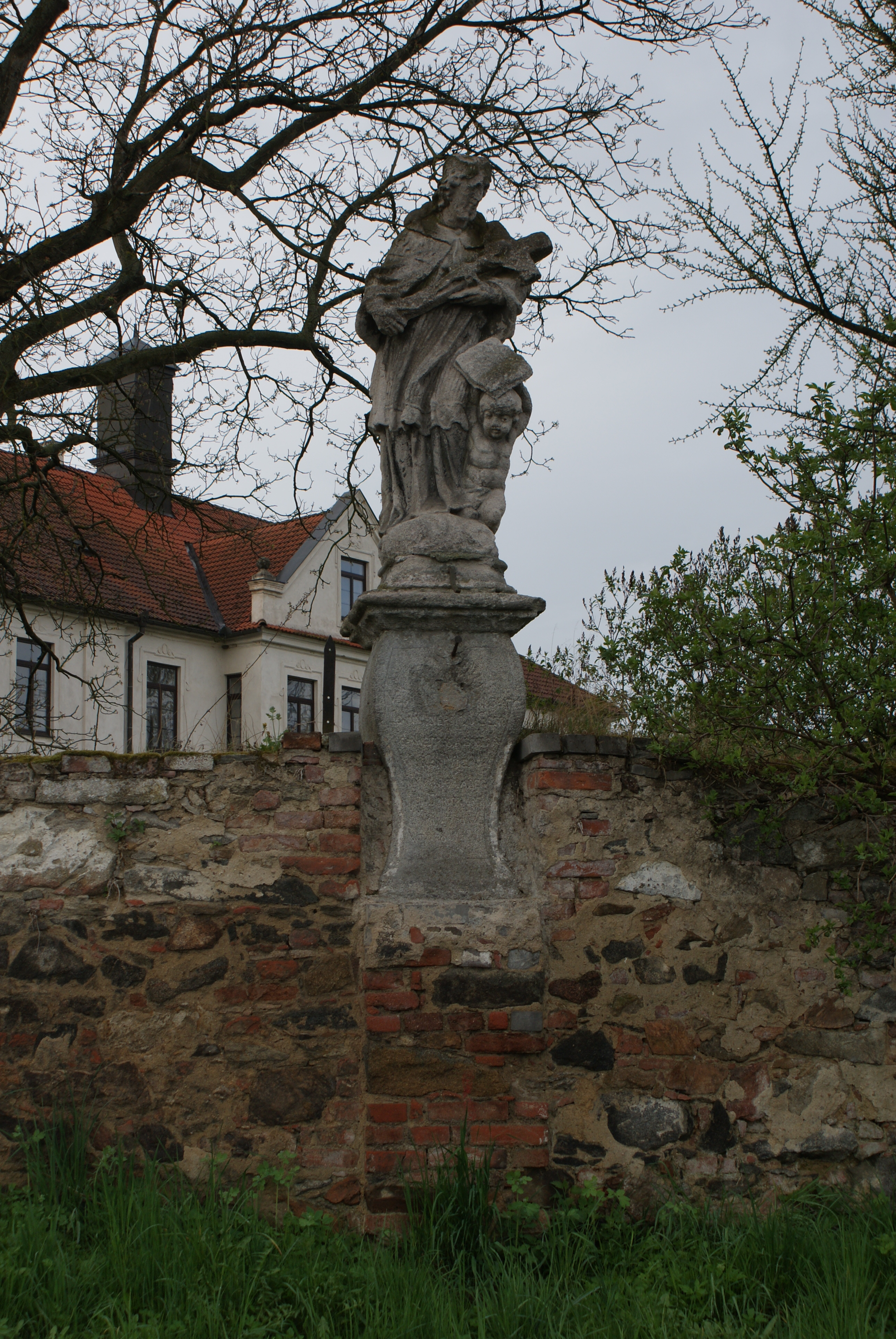
Socha Jana Nepomuckého na zámecké zdi
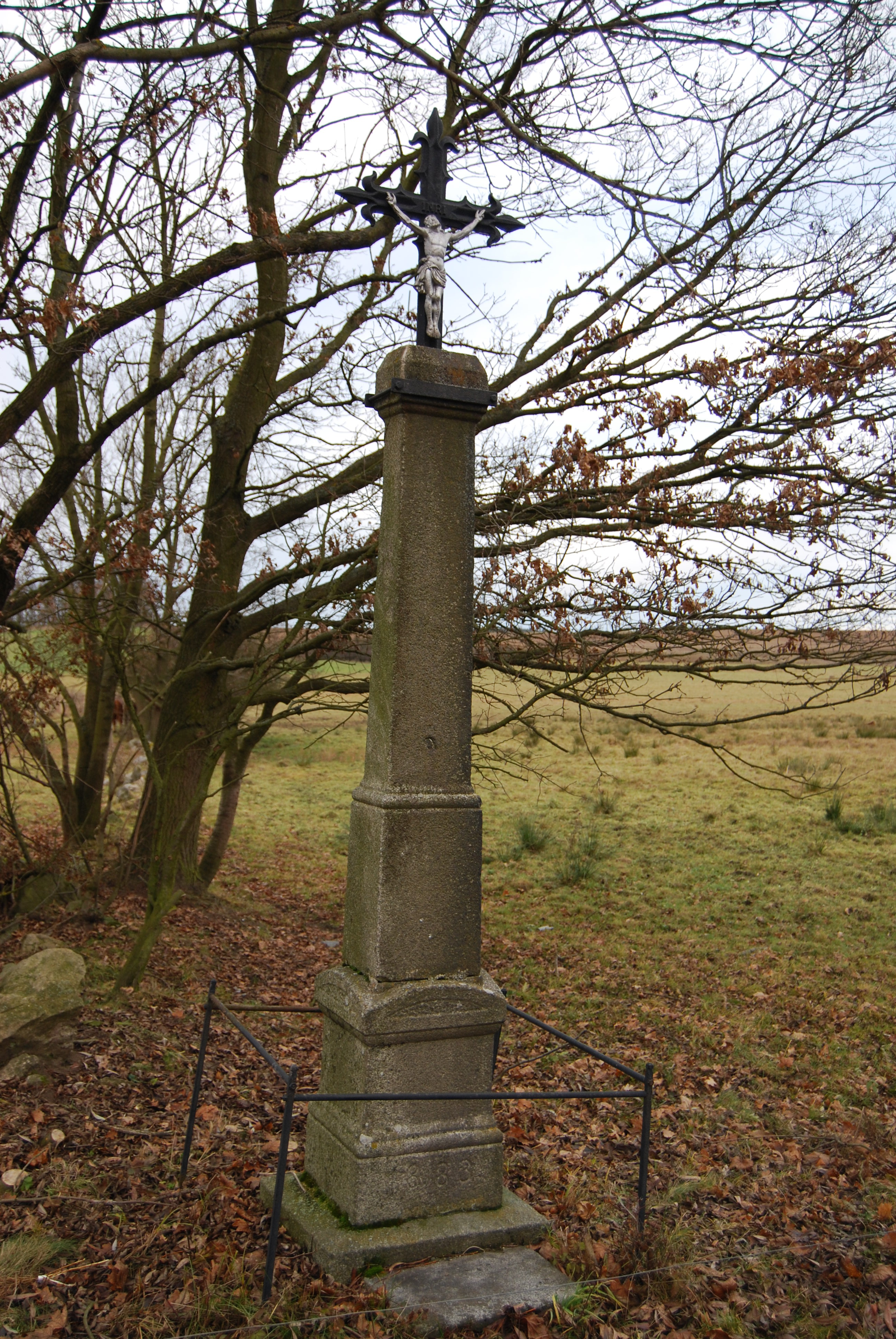
Kříž na křižovatce
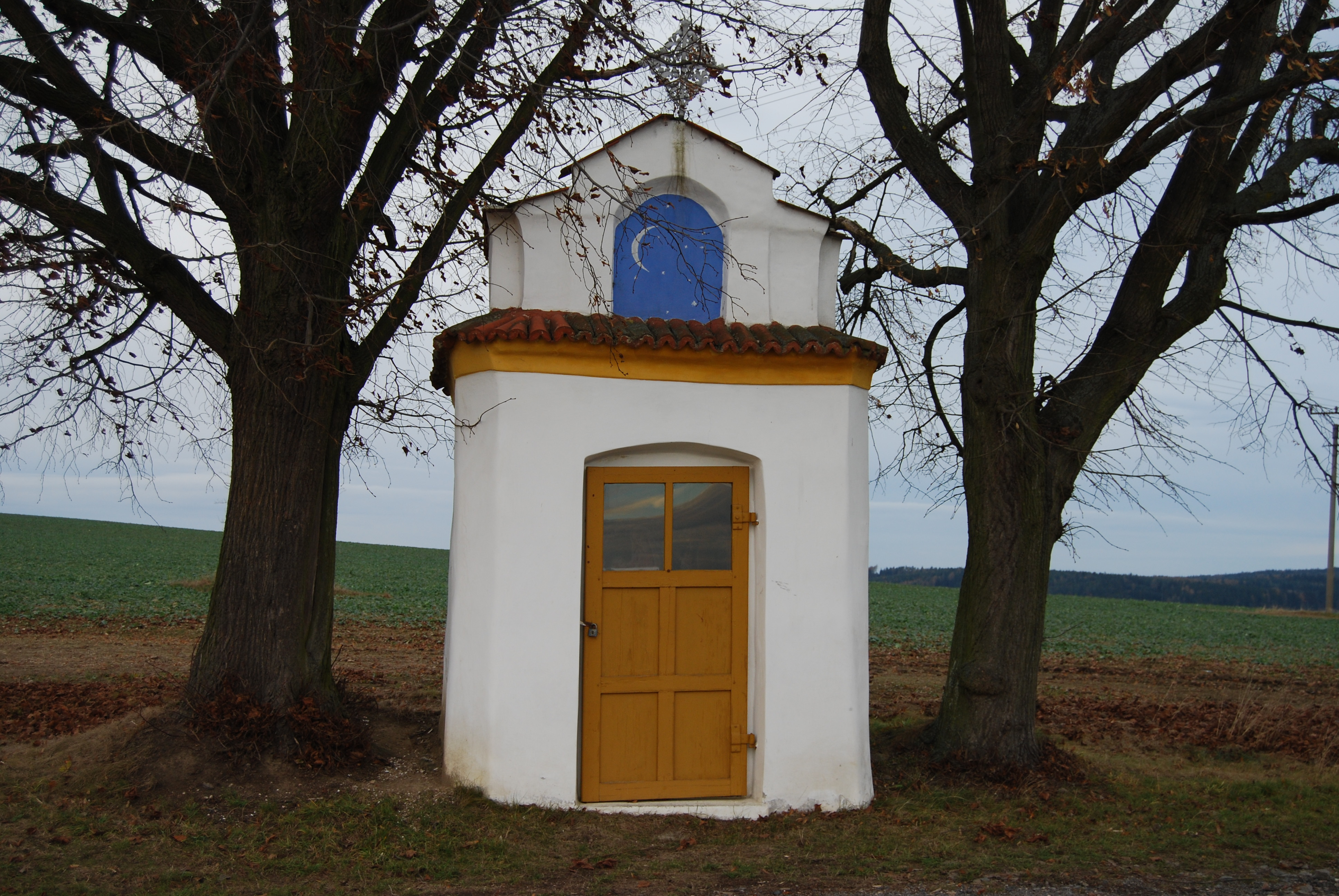
Kaple u silnice